# Rhynchostele aptera
Rhynchostele aptera är en orkidéart som först beskrevs av Juan José Martinez de Lexarza, och fick sitt nu gällande namn av Soto Arenas och Gerardo A. Salazar. Rhynchostele aptera ingår i släktet Rhynchostele och familjen orkidéer. Inga underarter finns listade i Catalogue of Life.